# Сухомлин Дмитро Олександрович
Дмитро́ Олекса́ндрович Сухомли́н (20 травня 1986 — 29 серпня 2014) — солдат Збройних сил України, учасник російсько-української війни.

## Короткий життєпис
Народився 1986 року в місті Кривий Ріг. Закінчив школу в криворізькому районі. Строкової служби не проходив.
Призваний за мобілізацією, номер обслуги гранатометного відділення 1-го батальйону, 93-тя механізована бригада. З червня 2014-го перебував на блокпосту під Донецьком. Займався спортом, у розташуванні підрозділу на фронті встановили турніка. Під час короткотермінової відпустки 30 липня 2014-го побрався із дружиною, з якою проживав у цивільному шлюбі.
Загинув під час прориву з «Іловайського котла». Востаннє виходив на зв'язок 28 серпня, була також інформація, що 29 серпня Дмитра поранило в ногу. Зник у районі села Новокатеринівка (Старобешівський район).
2 вересня 2014-го його тіло разом з тілами 87 інших загиблих у Іловайському котлі привезено до запорізького моргу. У лютому 2015 року ідентифікований серед похованих під Запоріжжям невідомих Героїв.
Залишилися дружина Тамара та троє дітей — наймолодша дитина 2012 р.н.

## Нагороди та вшанування
За особисту мужність і героїзм, виявлені у захисті державного суверенітету та територіальної цілісності України, вірність військовій присязі під час російсько-української війни, відзначений — нагороджений
- 25 листопада 2015 року — орденом «За мужність» III ступеня (посмертно)[1]
- на школі, котру він закінчив, встановлено меморіальну дошку його честі
- Його портрет розміщений на меморіалі «Стіна пам'яті полеглих за Україну» у Києві: секція 3, ряд 8, місце 39
- Вшановується 29 серпня на щоденному ранковому церемоніалі вшанування українських захисників, які загинули цього дня у різні роки внаслідок російської збройної агресії[2]
- відзнака міста Кривий Ріг «За Заслуги перед містом» 3 ступеню (посмертно)